# جف برگمن
جف برگمن (انگلیسی: Jeff Bergman؛ زادهٔ ۱۰ ژوئیهٔ ۱۹۶۰) یک صدا پیشه اهل ایالات متحده آمریکا است.

## گزیده فیلمشناسی
از فیلم‌ها یا برنامه‌های تلویزیونی که وی در آن نقش داشته‌است می‌توان به آثار زیر اشاره کرد.
- تام و جری در دیدار با شرلوک هولمز (۲۰۱۰)
- معجزه بزرگ (۲۰۱۲)
- فینیس و فرب (۲۰۱۴)
- ریک و مورتی (۲۰۱۴)
- نمایش لونی تونز (۲۰۱۱–۲۰۱۴)
- کلیولند شو (۲۰۱۰)
- مرد خانواده (۲۰۰۶–اکنون)
- پخش زنده شنبه شب (۲۰۰۳)
- باگز بانی
- هرج‌ومرج فضایی: میراثی جدید